# Elizabeth Grieveson
Elizabeth Grieveson (Reino Unido, 11 de octubre de 1941) fue una atleta británica especializada en la prueba de 400 m, en la que consiguió ser subcampeona europea en 1962.

## Carrera deportiva
En el Campeonato Europeo de Atletismo de 1962 ganó la medalla de plata en los 400 metros, corriéndolos en un tiempo de 53.9 segundos, llegando a meta tras la soviética Maria Itkina (oro con 53.4 que fue récord de los campeonatos) y por delante de la neerlandesa Tilly van der Zwaard (bronce con 54.4 s).